# 克洛弗·梅特兰
克洛弗·梅特兰（英語：Clover Maitland，1972年3月14日—），澳大利亚女子曲棍球运动员。她曾代表澳大利亚国家队参加1996年和2000年夏季奥林匹克运动会曲棍球比赛，获得二枚金牌。